# ボーイング737
ボーイング737
サウスウエスト航空のボーイング737-800NG
- 用途：旅客機 、ビジネスジェット
- 分類：ナローボディ民間旅客機
- 製造者：ボーイング
- 運用者: サウスウエスト航空（保有数第1位）

ライアンエアー（同第2位）
全日本空輸
日本航空
スカイマーク
ソラシドエア
スプリング・ジャパンほか
- 初飛行：1967年4月9日
- 生産数：11,299機（2023年1月現在）[1]
- 運用開始：1968年2月10日 (ルフトハンザ)
- 運用状況：運用中
- ユニットコスト：
 737-600: 4,700万 - 5,500万USドル
 737-700: 5,400万USドル - 6,400万USドル
 737-800: 6,600万USドル - 7,500万USドル
 737-900ER: 7,000万USドル - 8,050万USドル

ボーイング737（Boeing 737）は、アメリカ合衆国の航空機メーカー、ボーイング社が製造する小型ジェット旅客機である。

## 特徴

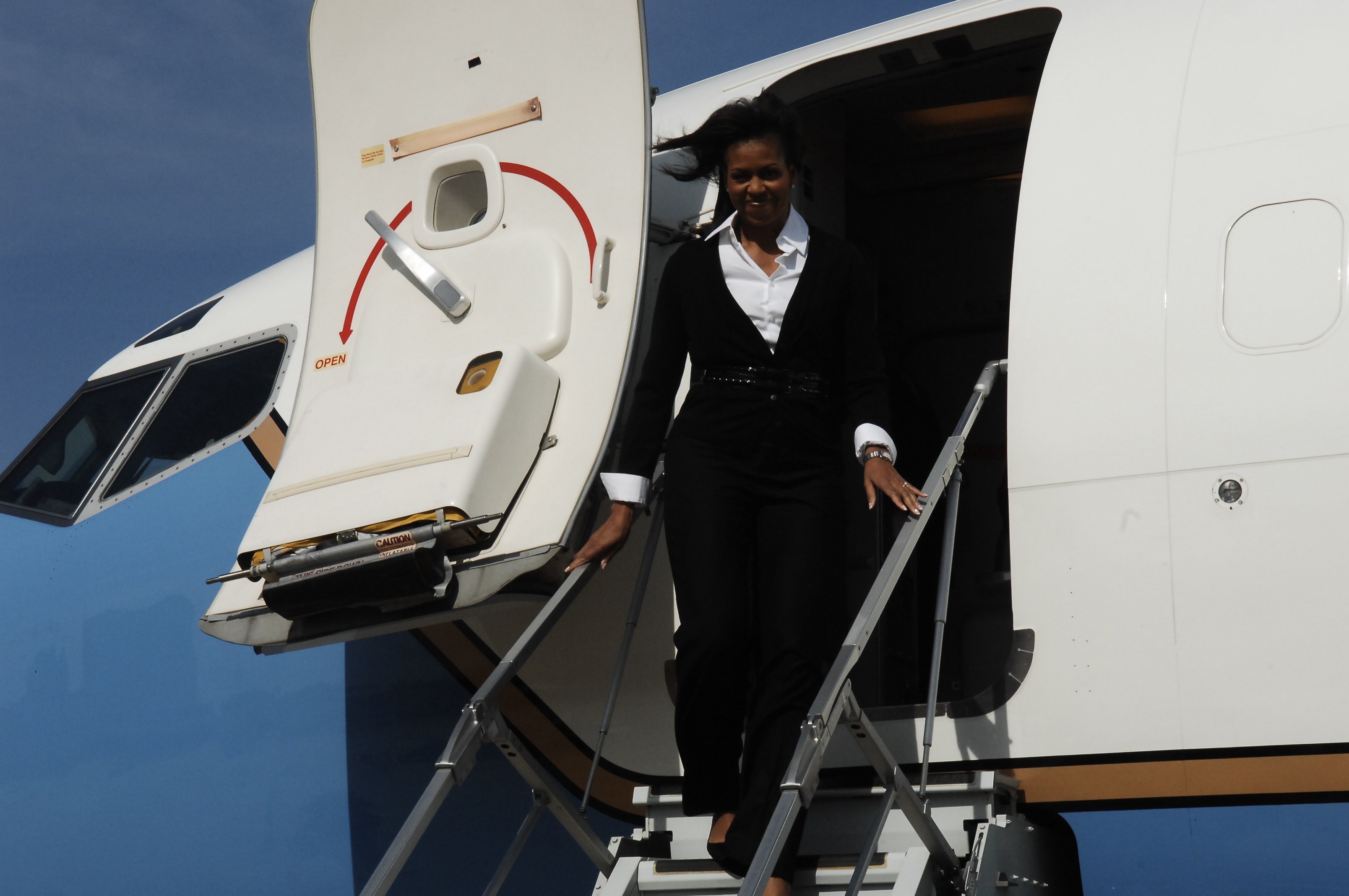
エアステアを利用して降機するミシェル・オバマ

マクドネル・ダグラス DC-9/MD-80や、エアバスA320などと同じクラス（客席数100-200席）のジェット旅客機で、1967年の初飛行以来、半世紀にわたり連綿と改良を重ねながら2023年1月までに各種バリエーション累計11,000機以上が製造され、引き続き多数のバックオーダーを抱えて生産続行されている。ジェット旅客機の一シリーズとしては史上最多、商用輸送機の歴史でも屈指のベストセラーかつロングセラーである。

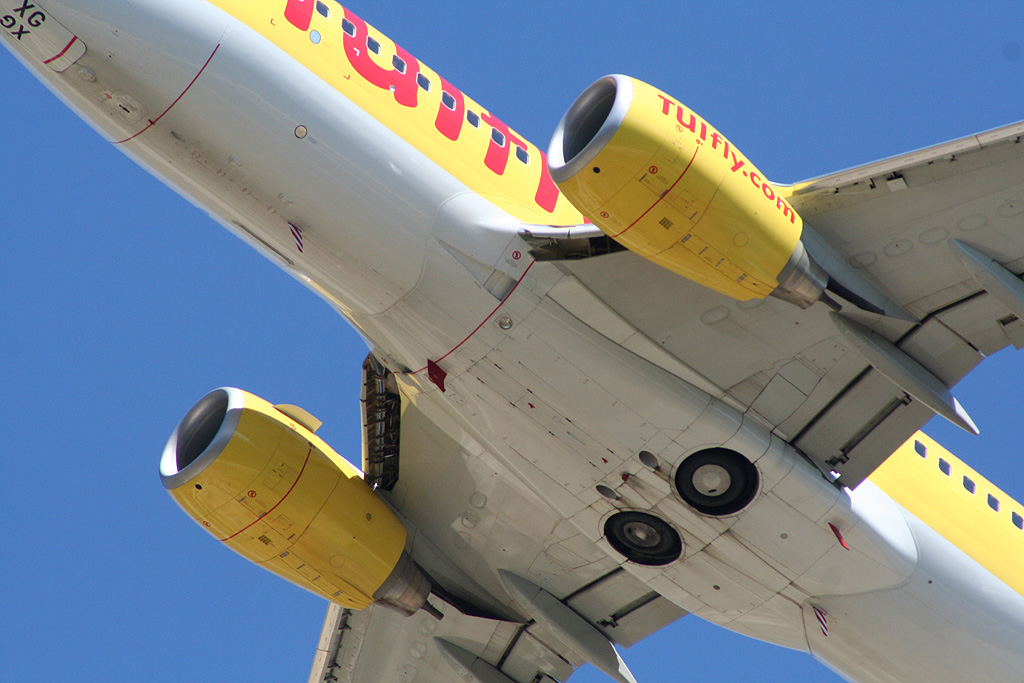
ボーイング737-700型機の主脚と、下面が平べったい形のエンジンナセル

設備が貧弱な地方の中小空港や、騒音規制の厳しい大都市の空港間を頻繁に離着陸する短距離路線において使用されることを想定し、短い滑走路での離着陸や、短時間での巡航高度への上昇を実現するために、主翼に比較的強力な高揚力装置を装備されているほか、主脚は機体の「くぼみ」にはめ込むタイプで、引き込んだ状態でも車輪の側面が剥き出しになる構造とし、飛行中の外気導入による自然冷却効果を持たせた。
さらに、エアステア（機体内蔵タラップ）をオプションで装着できるなど、短距離路線での低コスト運航を実現するために、さまざまな技術、装備が導入されている。また、ボーイング製のジェット旅客機として初めて2人乗務が可能となった機体でもある。
リアエンジン3発式とされたボーイング社の前作ボーイング727とは異なり、エンジンは主翼の下に1発ずつ、計2発搭載されている双発仕様で、敢えて特殊なエンジンレイアウトを避け、整備性を重視した設計である。一方の胴体は設計費と生産単価の低減のため、先行した727と同じ設計（遡れば1958年就航の第一世代ジェット旅客機であるボーイング707以来の設計）を流用している。DC-9より太くてA320よりわずかに狭く、標準的なエコノミークラスであれば通路をはさんで横に6列の座席を配置できる。
長年の生産過程で様々な新技術導入によるアップデートが続けられ、世界各国の航空会社で短距離路線の主力機として広範に運航されている。最新型では短距離路線のみならず、大西洋横断飛行などの中長距離路線への就航も想定しており、洋上飛行用の各種機材の装備のほか、ETOPS認定を得た機材も存在する。
また、個人用テレビなどのエンターテインメントやACコンセントやUSB電源など、長距離国際線の上級席の機内食サービスに対応したギャレーなどを選択することも可能である。

## 歴史

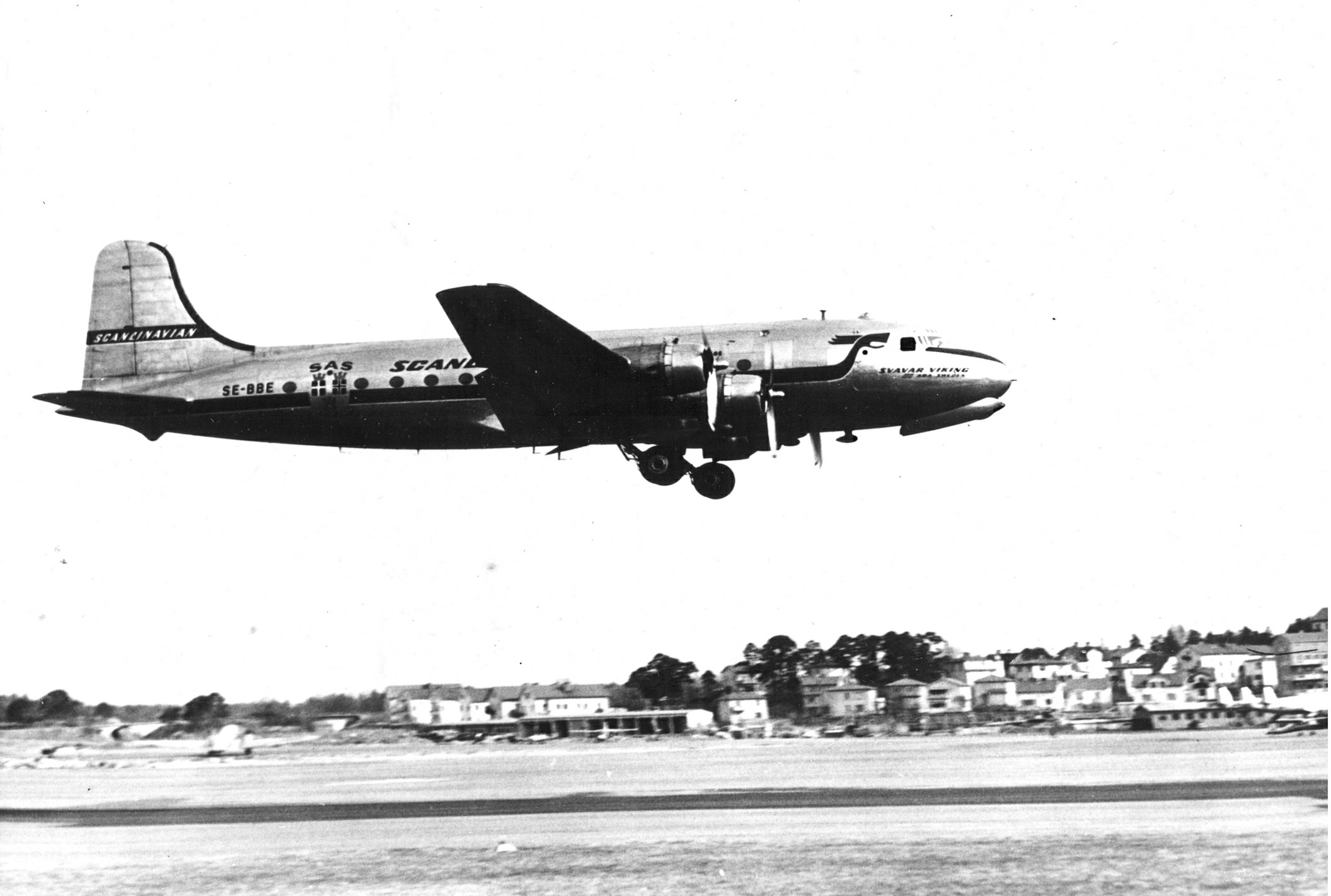
スカンジナビア航空 ダグラスDC-4

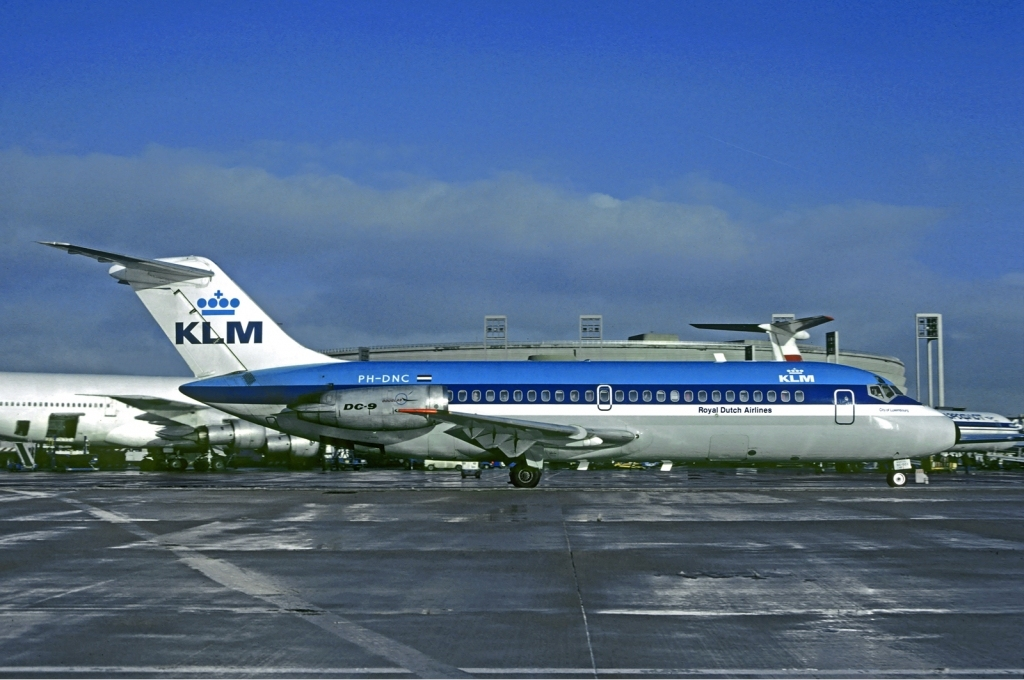
KLMオランダ航空 ダグラスDC-9

1964年に、地方路線に数多く残っていたダグラス DC-4やコンベア440などのプロペラ旅客機や、ロッキード L-188などのターボプロップ旅客機を代替する100人乗りの小型の短距離用のジェット旅客機として、当時ライバル会社であったダグラスのDC-9に対抗すべく開発が始められた。
しかし、当時アメリカの主要航空会社の大半は既にDC-9あるいはBAC 1-11を発注しており、市場に残っていたのはユナイテッド航空とイースタン航空のみ、しかも後者はDC-9採用の意向を明らかにしていた。この状況から、ボーイング社はアメリカの航空会社の強い後押しがない状態での開発を余儀なくされた。
1965年に、ルフトハンザドイツ航空から21機の発注を受けたことで開発の継続が決まったものの、これは従来80～100機の受注を得てから開発を始めていたことに比べると遥かに少ない機数であった。このため、ユナイテッド航空に対しては「引き渡しまでの繋ぎとして727をほぼ無償同然の料金でリースする」と申し出るなど、考えられる限りの好条件を提示した末、40機（さらにオプションで30機）の受注を得ることに成功した。
1967年4月に初飛行、路線就航は1968年2月のルフトハンザドイツ航空より始まった。当初は試作機の性能不足や2名乗務へのパイロット協会（ALPA）の反発、また-100の座席数不足などを受け販売が低迷したが、胴体を延長した-200や、内装をアップグレードした-200アドバンスドの投入など、航空会社の要求に答える形で改良されて以降はその性能が認められ、世界中の航空会社で導入されるようになった。
初期型の-100、-200の生産の後、エンジンを高バイパス比のターボファンに換装した-300、-400、-500が1980年代初頭に登場した。その小回りのよさなどから、現在でも主翼を改設計して効率を高め、777の技術を用いた-600型から-900型の「Next-Generation（ネクストジェネレーション/NG）」と、「737MAX」とよばれる最新鋭シリーズの生産が続けられており、2014年1月の時点で総受注機数11575機・総生産機数7900機のベストセラー機である。
同シリーズは2011年12月16日に、通算7,000機目の737（-800）をフライドバイへ引き渡した。また通算7,500機目は、2013年3月20日にマリンドエア（B737-900ER）へ、通算8,000機目は2014年4月16日にユナイテッド航空（B737-900ER）へそれぞれ引き渡された。

## 派生型

### 737オリジナル -100/-200（第1世代）
| ルフトハンザドイツ航空の737-100型機 胴体が短いのが特徴である |  | クルゼイロ航空の737-200型機 -100同様にエンジンが細く長いのが特徴である |
| ルフトハンザドイツ航空の737-100型機 胴体が短いのが特徴である |  | クルゼイロ航空の737-200型機 -100同様にエンジンが細く長いのが特徴である |

| 非舗装滑走路用キットを取り付けたカナディアン・ノース航空の737-200C型機 |  | 737-200型機の逆噴射装置（スラストリバーサ） |
| 非舗装滑走路用キットを取り付けたカナディアン・ノース航空の737-200C型機 |  | 737-200型機の逆噴射装置（スラストリバーサ） |

1967年から生産が開始された737最初のシリーズである。エンジンはプラット・アンド・ホイットニーのJT8Dを両主翼下に1基ずつ装備する。
このエンジンはパイロンを介さず直接主翼に取り付けられており、軽量化と共に機体の地上高を低く抑えている。また、このエンジンは低バイパス比（バイパス比0.96 - 1.00）であるので、逆噴射装置（スラストリバーサ）はエンジン後方のノズルに蓋をするような構造になっている。
-100型は全シリーズを通して最も小さな機体で、胴体の長さは28.6m、航続距離は3,440 kmである。受注のほとんどが-200型に集中したため、生産機のほぼ全てがルフトハンザドイツ航空で運航された。
-200型は-100型より胴体が1.9m長い30.5mで、航続距離も長い（約4,000km）などの違いがあるが、基本的にはほぼ同じ機体である。-200型にはコンビ機（貨客混載機）モデルとして胴体左前部に貨物ドアを追加し、前方座席を簡単に取り外せるようにした-200C型（-200 Convertible）を用意していた。
-200型は舗装されていない滑走路で運用する航空会社向けとして、降着装置用のグラベル（砂礫）・デフレクター、機体下面用の折り畳みライト、降着装置が展開している間に車輪格納部に侵入した砂礫による重要部品の損傷を防止するためのスクリーン、エンジンへの下方からの空気流量を減少させて砂礫の吸い込みを防止するボルテックス・デシペイター（vortex dissipators）などで構成される「非舗装滑走路用キット」を提供しており、カナディアン・ノース航空やノリノール・エビエーションなどカナダの航空会社では地方路線として導入した-200C型や、アフリカ諸国、ナウル航空などで採用された。
1971年には離着陸性能を向上させ、機内インテリアのデザインにオーバーヘッドストウェッジを導入するなど最新型にグレードアップさせた改良型（-200 Advanced）が導入され、1988年まで生産が続けられた。アメリカ空軍も、-200Advanced型を元にした航法練習機をT-43の名称で採用している他、インドネシア空軍は海洋哨戒機として改造した機体を「サーベイラー」の名称で運用している。
-100型の生産機数は30機、200型は初期型と改良型を合わせて1,114機。
なお、日本の航空会社では-200型と-200Advanced型が全日本空輸と日本近距離航空、南西航空が導入し、離島路線や地方路線のジェット化に貢献し、2003年まで使用された。また、香港ドラゴン航空やナウル航空、フィリピン航空などが日本乗り入れ機材として使用していた。

### 737クラシック -300/-400/-500（第2世代）
| イージージェットの737-300型機 |  | 日本トランスオーシャン航空 737-400型機とエアーニッポン 737-500型機 |
| イージージェットの737-300型機 |  | 日本トランスオーシャン航空 737-400型機とエアーニッポン 737-500型機 |

第1世代で浮上した改善すべき点や寄せられた要望に応え、さらに機体設計上の問題点を改善することや、マクドネル・ダグラスMD-80シリーズとの競争に対抗することを目的に、1970年代後半から開発が始まり、1980年代初頭に就航した。
当時のボーイングの目指したひとつの完成形であり、737を代表する機体であることから、「737クラシック」と呼ばれることがある（加えて-100型、-200型を含めることもある）。

### 737NG -600/-700/-800/-900（第3世代）
| マレーヴ・ハンガリー航空 737-600型機 |  | スカイヨーロッパ航空 737-700型機 |
| マレーヴ・ハンガリー航空 737-600型機 |  | スカイヨーロッパ航空 737-700型機 |

| 日本航空 737-800型機 |  | ライオン・エア 737-900ER型機 |
| 日本航空 737-800型機 |  | ライオン・エア 737-900ER型機 |

ボーイングがベストセラーシリーズであるB737シリーズを、小型機市場において急速に受注を伸ばしたエアバスA320シリーズに対抗するために近代化した航空機であり、1997年より生産が開始された。
-400に比べてさらに機体を延長した-800/-900や、アメリカ大陸を無着陸で横断できる長い航続距離を持つ-900ERも投入された。この世代の機体は「737ネクストジェネレーション（737NG）」の通称を持つ。
なお、このシリーズの導入後にボーイングは、-600とほぼ同じ座席数を持つ717シリーズと、-900とほぼ同じ座席数（-200）と航続距離を持つ757シリーズの生産を取りやめた。
ANAはボーイング737-700型機を18機発注して運航を2005年12月に開始したが、2021年6月をもって一部を退役させ、一部をAIRDOへリースしている。またANAは2機の-700ERを保有していたが2021年6月に退役した。　　　　　　　　　　　　　　　　　　　　　　　　　　　　　　　　　
-700は米海空軍のC-40人員輸送機として採用され、-700の機体と-800の主翼をベースにE-7が生み出され、-800ERX（未成機）はP-8のベースとなった。

### 737MAX -7/-8/-9/-10（第4世代）
| TUIフライ・ノルディック 737-8 MAX |  | エア・カナダ 737-8 MAX |
| TUIフライ・ノルディック 737-8 MAX |  | エア・カナダ 737-8 MAX |

| 中国国際航空 737-8 MAX |  | 試験飛行中の737-9 MAX |
| 中国国際航空 737-8 MAX |  | 試験飛行中の737-9 MAX |

ボーイングは2011年8月30日に、737NG -700/-800/-900(第3世代機)のエンジンを燃料効率の高い物に換装した新型機が2017年に初飛行の予定と発表した。その後、ボーイング側の発表では、1つの翼に2箇所のウィングレットを装着することとなり、さらなる燃費改善が期待される。
最初に発注したのはアメリカン航空の100機。この形式のローンチカスタマーはサウスウエスト航空であるが、うち737MAX-9についてはライオン・エアがローンチカスタマーとなる。その他、アビエーション・キャピタル・グループ、ノルウェー・エアシャトル、ユナイテッド航空、アエロメヒコ航空、アイスランド航空などからも大量発注を受けている。
日本の航空会社では、スカイマークが737-800の代替を目的として、2022年11月10日にMAXシリーズの導入を発表し、B737-8型を6機リース契約、それに加えB737-9型とB737-10型をそれぞれ6機発注し、ボーイングと合意した。リース機は2025年度第１四半期から導入開始、発注機は2026年度から順次導入予定としている。
ちなみに、一度2018年以降に導入する方針を2014年に発表したが、正式な契約は締結されておらず、その後2014の経営破綻で導入が消滅していた。民事再生後「機材計画委員会」を設置し、次期後継機候補として挙がっていた。2022年の発表は、2回目であった。
2014年3月には日本航空グループ傘下のJTA（日本トランスオーシャン航空）が現在の主力機材737-400型機を737-800型機に2016年から置き換えを始めると発表したが、契約条項には発注を737MAX型に変更できる条文も含まれていた。2019年、日本の航空会社として初めてANAが737 MAX 8を30機発注したが、2020年1月にB737MAXが生産停止となったことから今後の動向は不明となっていた。
2023年、JALは737-8を21機発注すると発表した。

## 仕様
|               | -100                          | -200                          | -300                          | -400                          | -500                          | -600                                | -700                                | -700ER                              | -800                                | -900                                | -900ER                              |
| 座席数        | 約115                         | 約130                         | 約150                         | 約150                         | 約120                         | 2クラス110 1クラス132               | 2クラス126 1クラス149               | 2クラス126                          | 2クラス162 1クラス189               | 2クラス180 1クラス215               | 2クラス180 1クラス215               |
| 座席数 導入例 | 136                           | -                             | -                             | JTA145(20+125)                | ANA126                        | -                                   | ANA120(8+112)                       | ANA38 ANA44(24+20)                  | JAL165(20+145) ANA166(8+158)        | KAL188(8+180)                       | KAL159(12+147)                      |
| 貨物室容積    | -                             | -                             | -                             | -                             | -                             | 20.4 m3                             | 27.3 m3                             | 27.3 m3                             | 44.0 m3                             | 51.7 m3                             | 51.7 m3                             |
| 全長          | 28.65m                        | 30.52m                        | 33.40m                        | 36.40m                        | 31.01m                        | 31.20m                              | 33.60m                              | 33.60m                              | 39.50m                              | 42.10m                              | 42.10m                              |
| 全高          | 11.23m                        | 11.23m                        | 11.07m                        | 11.07m                        | 11.07m                        | 12.60m                              | 12.50m                              | 12.50m                              | 12.50m                              | 12.50m                              | 12.50m                              |
| 全幅          | 28.35m                        | 28.35m                        | 28.88m                        | 28.88m                        | 28.88m                        | 34.30m（ウイングレット有：35.80 m） | 34.30m（ウイングレット有：35.80 m） | 34.30m（ウイングレット有：35.80 m） | 34.30m（ウイングレット有：35.80 m） | 34.30m（ウイングレット有：35.80 m） | 34.30m（ウイングレット有：35.80 m） |
| 胴体          | 胴体幅3.76 m（客室幅 3.54 m） | 胴体幅3.76 m（客室幅 3.54 m） | 胴体幅3.76 m（客室幅 3.54 m） | 胴体幅3.76 m（客室幅 3.54 m） | 胴体幅3.76 m（客室幅 3.54 m） | 胴体幅3.76 m（客室幅 3.54 m）       | 胴体幅3.76 m（客室幅 3.54 m）       | 胴体幅3.76 m（客室幅 3.54 m）       | 胴体幅3.76 m（客室幅 3.54 m）       | 胴体幅3.76 m（客室幅 3.54 m）       | 胴体幅3.76 m（客室幅 3.54 m）       |
| 最大離陸重量  | 49,895 kg                     | 52,437 kg                     | 56,473 kg                     | 62,823 kg                     | 52,390 kg                     | 66,000 kg                           | 70,080 kg                           | 77,565 kg                           | 79,010 kg                           | 85,130 kg                           | 85,130 kg                           |
| エンジン型式  | P&W JT8D                      | P&W JT8D                      | CFM56-3C                      | CFM56-3C                      | CFM56-3C                      | CFM56-7B                            | CFM56-7B CFM56-7BE                  | CFM56-7B                            | CFM56-7B CFM56-7BE                  | CFM56-7B                            | CFM56-7BE                           |
| エンジン出力  | 6,350kg×2                     | 7,260kg×2                     | 10,660kg×2                    | 10,660kg×2                    | 10,660kg×2                    | 12,380kg×2                          | 12,380kg×2                          | 12,380kg×2                          | 12,380kg×2                          | 12,380kg×2                          | 12,880kg×2                          |
| 巡航速度      | Mach 0.73                     | Mach 0.73                     | Mach 0.745                    | Mach 0.745                    | Mach 0.745                    | Mach 0.78 - 0.785                   | Mach 0.78 - 0.785                   | Mach 0.78 - 0.785                   | Mach 0.78 - 0.785                   | Mach 0.78 - 0.785                   | Mach 0.79                           |
| 航続距離      | 約3,000km                     | 約4,000km                     | 約5,000km                     | 約5,000km                     | 約4,500km                     | 5,648km                             | 6,225km                             | 10,200 km                           | 5,665km                             | 約5,000km                           | 5,925km                             |
| 初飛行年      | 1967年                        | 1967年                        | 1984年                        | 1988年                        | 1989年                        | 1998年                              | 1997年                              | 2007年                              | 1997年                              | 2000年                              | 2007年                              |
| 製造終了年    | 1973年                        | 1988年                        | 1999年                        | 2000年                        | 1999年                        | 2006年                              |                                     |                                     | 2019年                              | 2005年                              |                                     |

## 年別売上機数
|      |      |      |      |      |      |      |      | 2022 | 2021 |
| ---- | ---- | ---- | ---- | ---- | ---- | ---- | ---- | ---- | ---- |
|      |      |      |      |      |      |      |      |      | 263  |
| 2020 | 2019 | 2018 | 2017 | 2016 | 2015 | 2014 | 2013 | 2012 | 2011 |
| 440  | 415  | 368  |      | 490  | 495  | 485  | 440  | 415  | 368  |
| 2010 | 2009 | 2008 | 2007 | 2006 | 2005 | 2004 | 2003 | 2002 | 2001 |
| 376  | 372  | 290  | 330  | 302  | 212  | 202  | 173  | 223  | 299  |
| 2000 | 1999 | 1998 | 1997 | 1996 | 1995 | 1994 | 1993 | 1992 | 1991 |
| 281  | 320  | 281  | 135  | 76   | 89   | 121  | 152  | 218  | 215  |
| 1990 | 1989 | 1988 | 1987 | 1986 | 1985 | 1984 | 1983 | 1982 | 1981 |
| 174  | 146  | 165  | 161  | 141  | 115  | 67   | 82   | 95   | 108  |
| 1980 | 1979 | 1978 | 1977 | 1976 | 1975 | 1974 | 1973 | 1972 | 1971 |
| 92   | 77   | 40   | 25   | 41   | 51   | 55   | 23   | 22   | 29   |
| 1970 | 1969 | 1968 | 1967 | 1966 | 1965 |      |      |      |      |
| 37   | 114  | 105  | 4    | 0    | 0    |      |      |      |      |

## 競合機種
- エアバス A319
- エアバス A320
- エアバス A321
- エンブラエル 195
- アントーノフ An-148
- ヤコヴレフ Yak-42D
- ツポレフ Tu-204
- イルクート MS-21 統一航空機製造会社(UAC)グループのイルクートとヤコブレフで開発中
- 中国商用飛機有限責任公司 COMAC C919
- ボンバルディア Cシリーズ

## 事故概略

### 死者数の多かった航空事故
- ライオン・エア610便墜落事故(2018年10月29日、B737 MAX 8)
- チェジュ（済州）航空2216便事故(2024年12月29日、B737-800)
- ウクライナ国際航空752便撃墜事件(2020年1月8日、B737-800)
- エア・インディア・エクスプレス812便墜落事故(2010年5月22日、B737-800)
- エチオピア航空302便墜落事故(2019年3月10日、B737 MAX 8)
- ゴル航空1907便墜落事故(2006年9月29日、B737-800)
- マンダラ航空091便墜落事故(2005年9月5日、B737-200Adv)
- フラッシュ航空604便墜落事故(2004年1月3日、B737-300)
- 中国南方航空3943便墜落事故(1992年11月24日、B737-300)

絶対件数だけを見れば、航空事故やハイジャックが他機種に比べて多い。その理由は、
- 生産機数が多い（10,000機以上生産されジェット旅客機では世界一。2位のエアバスA320シリーズは約8,000機以上)。
- 生産年数が長い。
- 全世界の様々な航空会社で運用されている。
- 途上国の航空会社においては、経済的な理由から737NGシリーズやA320シリーズなどの最新鋭機を導入する余地があまりないため、他社で使い古した737（第1・第2世代）を中古で購入し、機齢が20年以上ある経年機も運航せざるを得なくなることがある。
- 途上国の場合、先進国に比べ整備のレベルが不十分である上、航空支援施設の整備も不十分であるケースが多い。

ユナイテッド航空585便墜落事故、USエアー427便墜落事故、イーストウインド航空517便急傾斜事故、ライオン・エア610便墜落事故、エチオピア航空302便墜落事故など、明白な機体の欠陥から生じた事故も存在した。
2005年に発生したヘリオス航空522便墜落事故（死者121名）は与圧系統のトラブルから墜落に至ったケースだが、他にも与圧系統にトラブルがあったことが報告されていることもあり、737クラシックシリーズの与圧系統の構造的欠陥説も指摘されている。さらに737クラシックでは、エンジンの欠陥でブリティッシュミッドランド航空92便不時着事故などが発生し、飛行が差し止められたことがある。
加えて最新鋭機のボーイング737MAXでも、ライオン・エア610便墜落事故・エチオピア航空302便墜落事故の連続事故を受けて、全世界で当該機の運航が一時的に差し止められていた。

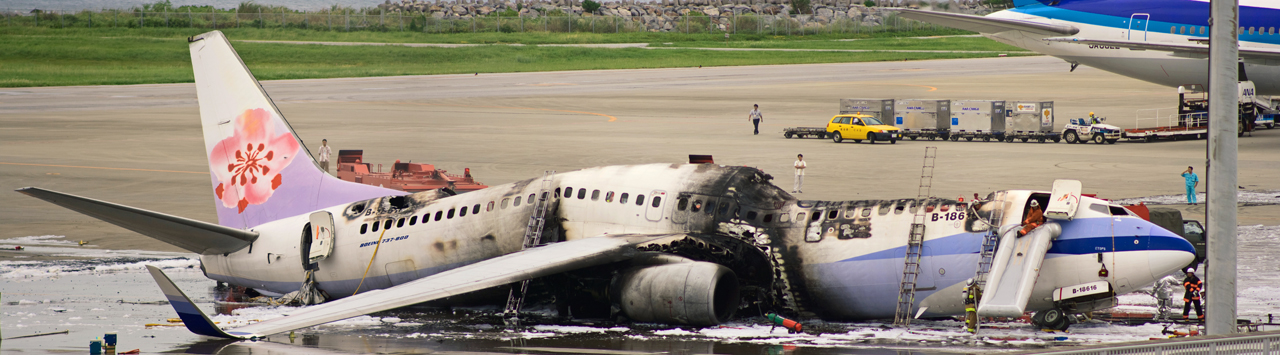
那覇空港で炎上し破損したチャイナエアラインの800型機

737NGシリーズの全損事故のうち死者がなかった事故の一つとして、2007年8月20日に日本の那覇空港で発生したチャイナエアライン120便炎上事故が知られている。この事故では製造段階に於けるボルトの取り付けの不具合が原因とされた。
2011年4月1日、アリゾナ州フェニックスからカリフォルニア州サクラメントに向かっていたサウスウエスト航空812便が離陸後に天井に幅30cm、長さ1.5mほどの穴が開き、至近の米軍ユマ基地に緊急着陸する事故が発生した。乗客は全員無事であったが、客室乗務員1名が軽傷。直ちに同型機のうち79機を点検した結果、さらに数機について亀裂が発生していることが判明した。米・国家運輸安全委員会(NTSB)の調査の結果ではサウスウエスト航空の検査体制には問題はなかったことから、連邦航空局(FAA)では全世界の同型機に対して検査命令を出した。また、ボーイングでは亀裂の発生の可能性について認識しており、それまでは飛行回数が6万回を超えた時点で詳細な検査をすることとしていたが、今回の事故を受けて、飛行回数が3万回を超えた時点で詳細な検査をするように基準を改めた。